# Латышовский
Латышовский — упразднённый посёлок в Глазуновском районе Орловской области России.

## География
Находился в 12 км к западу от Глазуновки и в 50 км к югу от Орла. К северо-западу находилась Орлова Дача.

## История
Некогда на месте посёлка располагалось помещичье имение, хозяева которого часто менялись. После отмены крепостного права имение перешло во владение немцу, который построил здесь кирпичный завод, кузницу, скотный и машинный дворы. В конце XIX века появились крахмальный завод и пруд.
Вскоре имение выкупил помещик по фамилии Латышев, который в январе 1910 продал имение беднякам из украинских губерний. В марте 1910 года сюда переехали 30 украинских семей, образовав хутор. Латышев ещё целый год жил в хуторе и помогал переселенцам. Часть приезжих переселилась чуть севернее, основав посёлок Орлова Дача.
После отъезда Латышева жители хутора навещали его в Курске, а хутор решили назвать в его честь.
В 1926 году часть приезжих украинцев переселилась на Кубань, их место заняли русские из соседних деревень.
В сентябре 1941 года курский обком принял решение о переселении жителей хутора и ещё двух деревень в бывшие немецкие сёла Поволжья (на место принудительно переселённых немцев). Однако, когда в хутор были присланы подводы для отправки в Глазуновку, жители закрылись в домах, отказываясь покидать хутор.
Во время Великой Отечественной войны немцы уничтожили общественные постройки, часть населения угнали в Германию. При отступлении немцы забрали с собой работоспособное население и весь скот, взорвали плотину пруда.
После войны хозяйство было восстановлено к 1953 году, жизнь стала налаживаться. Однако после укрупнения колхозов в 1954-56 гг., когда местный колхоз был упразднён в пользу более крупных хозяйств, посёлок стал приходить в упадок. Жители постепенно переселялись в другие места и к 1982 году посёлок опустел.

## Инфраструктура
Личное подсобное хозяйство с зоной сельскохозяйственного использования, индивидуальная застройка усадебного типа.
На карте 1941 года обозначена школа.

## Транспорт
Просёлочные дороги.